# Cerro El Volcán

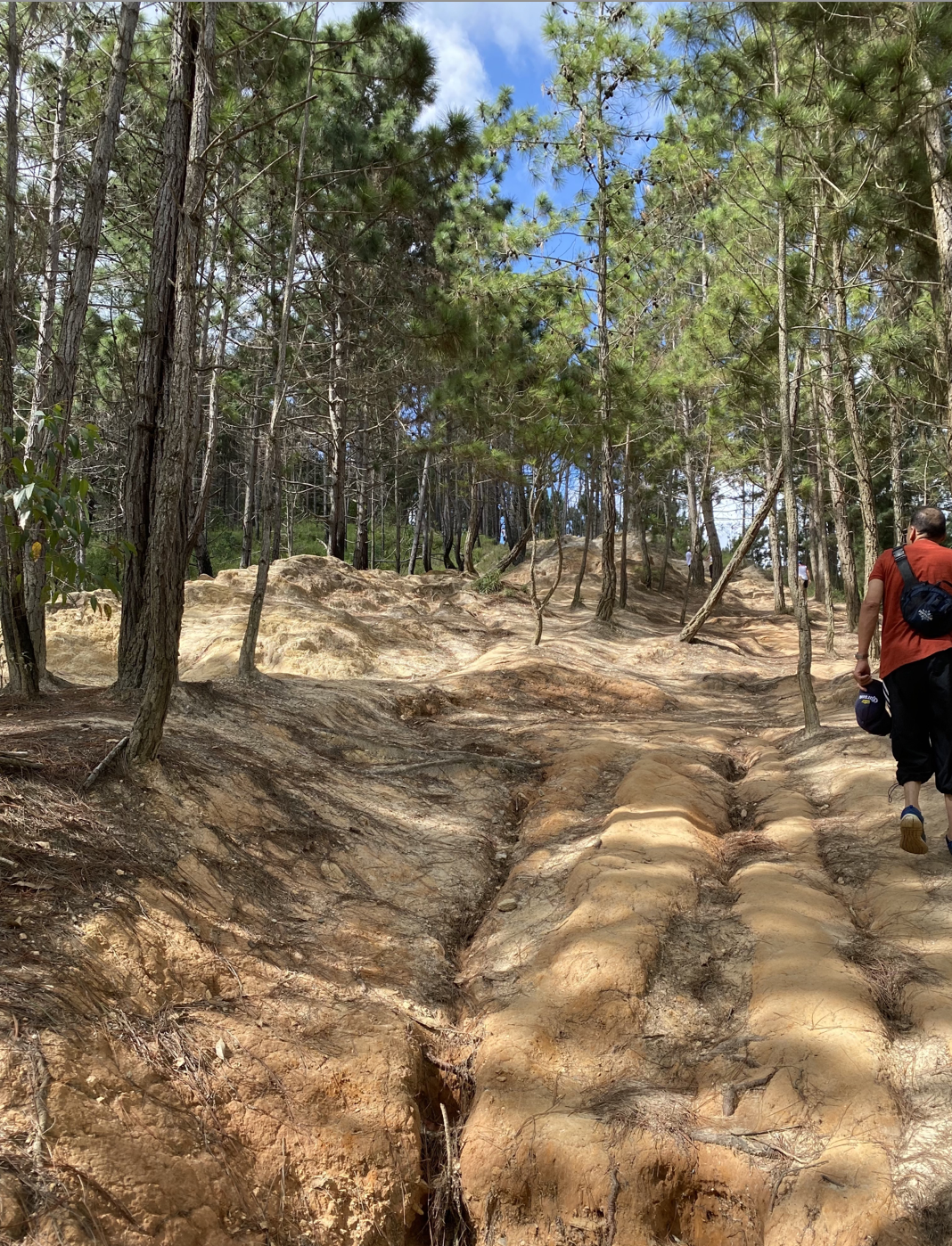
Subida a pie hacia el cerro El Volcán El Hatillo - Caracas

Cerro El Volcán (a veces escrito como "El Picacho de El Volcán") es uno de los pico más alto del Municipio Baruta. Se encuentra al oeste del Estado Miranda. Fue declarada Zona Protectora bajo la custodia y control del Ministerio del Ambiente y de los Recursos Naturales Renovables (actualmente, Ministerio del Poder Popular para el Ecosocialismo - MINEC) mediante el Decreto N° 584 del 24 de abril de 1980 publicado en la Gaceta Oficial N° 2606 Extraordinario del 29 de abril de 1980.

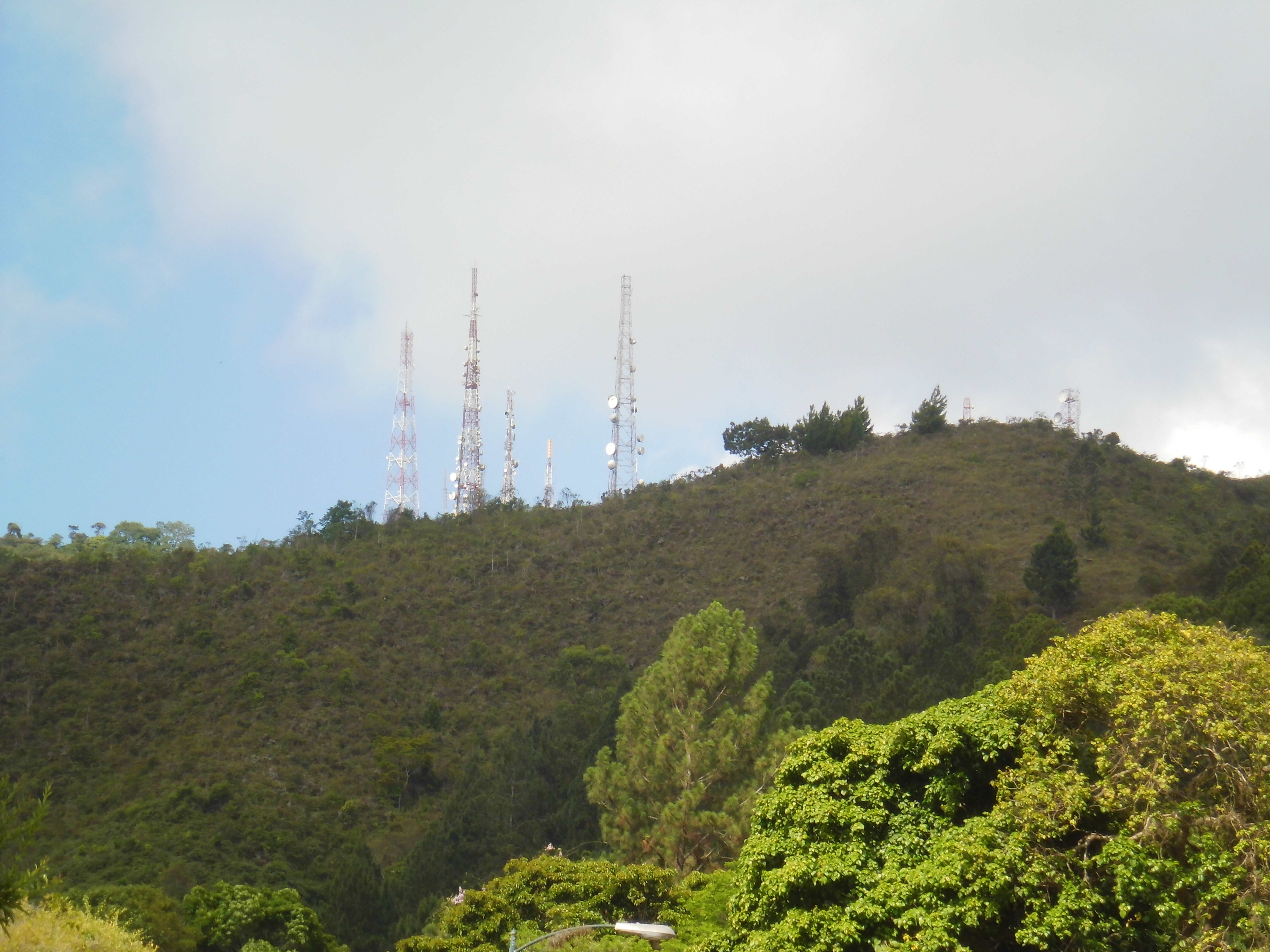
Las antenas del Cerro El Volcán, visto desde La Boyera

## Características
Alcanza una elevación de 1490 metros sobre el nivel del mar, y a pesar de que pudiera indicar su nombre el lugar no tiene un registro de actividad volcánica. Este cerro actúa como cinturón vegetal que surte de aire fresco a los municipios Baruta y El Hatillo. Su geomorfología presenta un paisaje de montaña con un relieve de topografía accidentada en la cual los valles son estrechos con estribaciones que originan una serie de lomas, en su parte alta presenta una semi-planicie. En toda su área que ocupa existen caminos que conducen a sus distintas laderas y, una de estas, es una suerte de mirador que ofrece una gran vista de Caracas. Algunas antenas de telecomunicaciones, de radio y televisión han sido instaladas en el tope del lugar para prestar servicio a la ciudad de Caracas. Los principales asentamientos humanos en los alrededores del cerro el volcán son: La Boyera, La Trinidad y Oripoto. El Cerro El Volcán además sirvió como punto de referencia para fijar los límites del municipio.

### Clima
La 554 hectáreas del cerro El Volcán se caracterizan por esta en una región de clima lluvioso con una media anual de 1000 mm. por metro cuadrado y una temperatura media anual de 21 °C cálido de sabana.

### Hidrografía

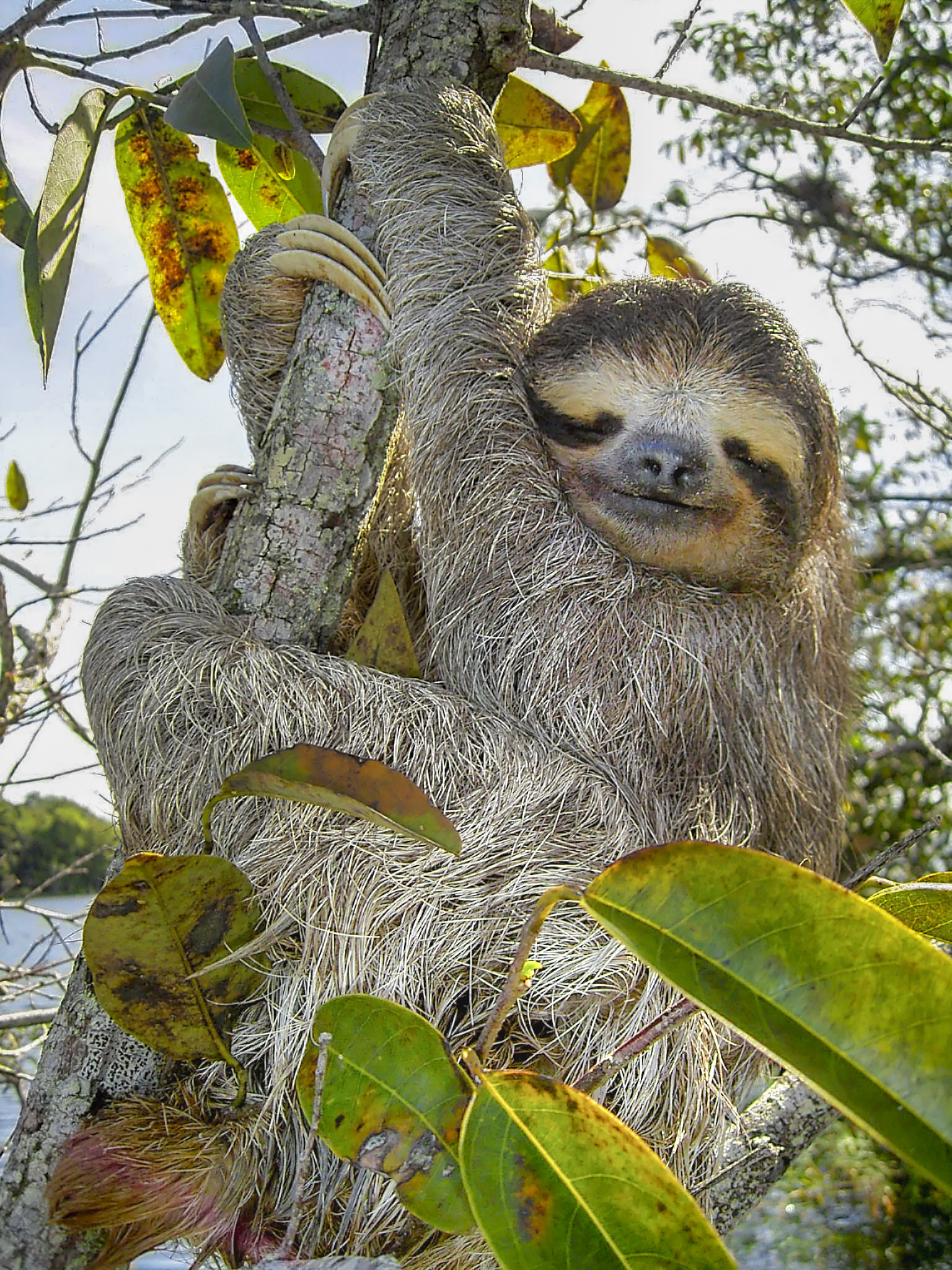
Pereza (Bradypus tridactylus)

Asociadas a este cerro existen tres vertientes donde los principales cursos de agua son la Quebrada La Boyera al este, Quebrada Sorocaima  y la Quebrada La Virgen al oeste, estos finalmente confluyen con la Quebrada La Guairita.

### Fauna

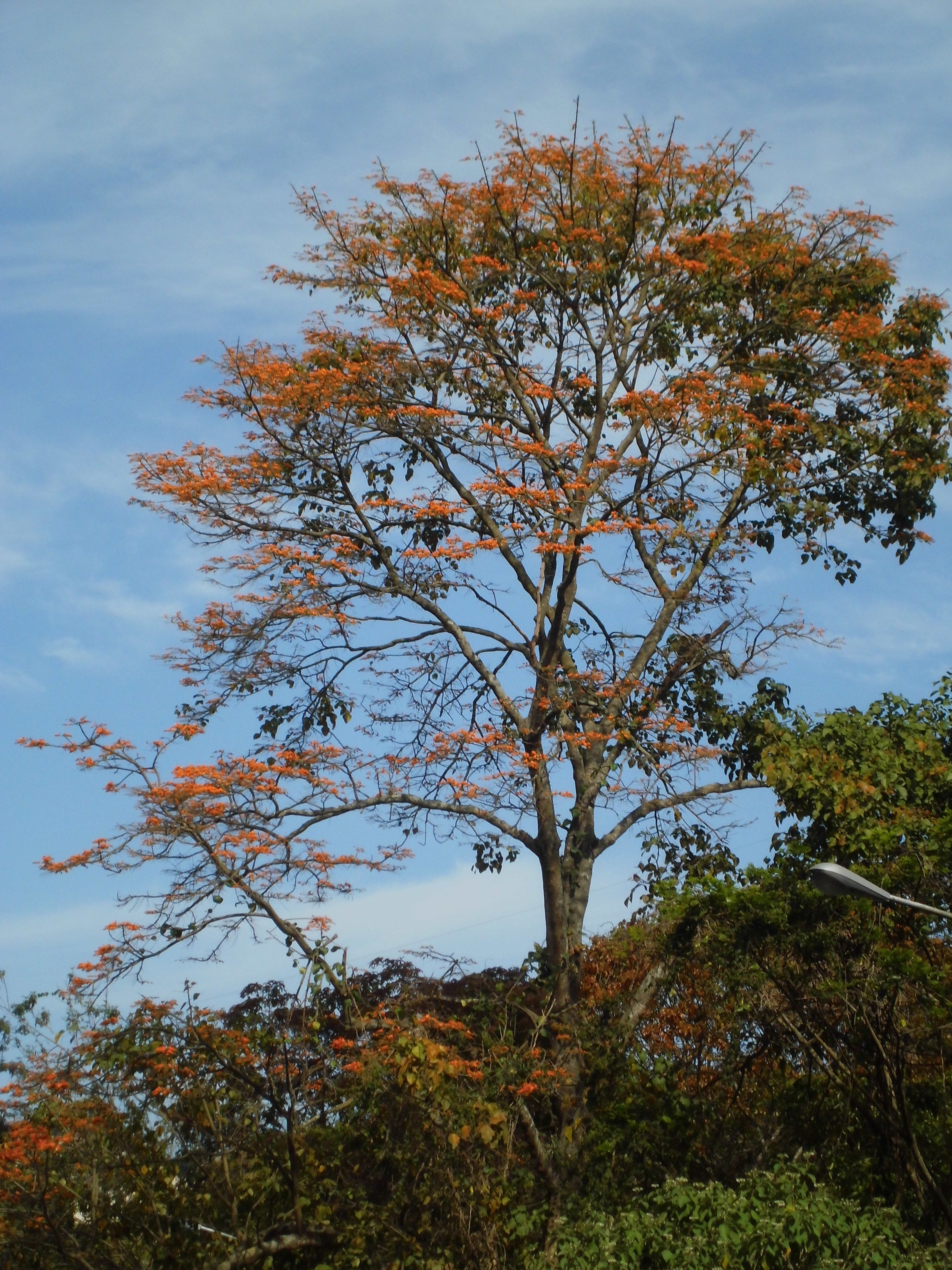
Bucare (Erythrina poeppigiana) a las orillas de la quebrada La Boyera

Entre los elementos faunísticos más representativos es encauentran: pereza (Bradypus tridactylus), puercoespín (Coendou prehensilis), rabipelado (Didelphis marsupialis), cachicamo (Dasypus novemcinctus), ardilla (Sciurus granatensis), rata espinosa (Proechimys sp.), aves: guacharaca (Ortalis ruficauda), zamuro (Cathartes aura), perico cara sucia (Aratinga pertinax). Otro elemento de la fauna que merece atención es la escorpiofauna donde dos especies destacan por sus altas densidades poblacionales el inofensivo Broteochactas gollmeri y el responsable de los principales accidentes en el área y muy venenoso Tityus discrepans.

### Flora
En la vegetación autóctona se puede observar un gradiente altitudinal en la cual se aprecian diferentes ambientes: desde el pie de monte hasta su máxima altura se aprecian bosque caduco, semi-decíduos, bosques siempre verdes, hasta llegar al bosque nublado asociado a los altos niveles de altitud, en estos diferentes niveles se pueden hallar diferente especies predominantes de árboles: Bucare (Erythrina poeppigiana), Yagrumo (Cecropia peltata), Copey (Clusia rosea) además del bosque de galería que se encuentra en las vertientes. Entre las especies que destacan en las zona intervenidas se pueden halla especies colonizadoras como: Capín Melao (Melinis minutiflora) eucalipto (Eucalyptus sp.), Pino Caribe (Pinus caribaea), Cují (Vachellia farnesiana) entre otras.

### Galería

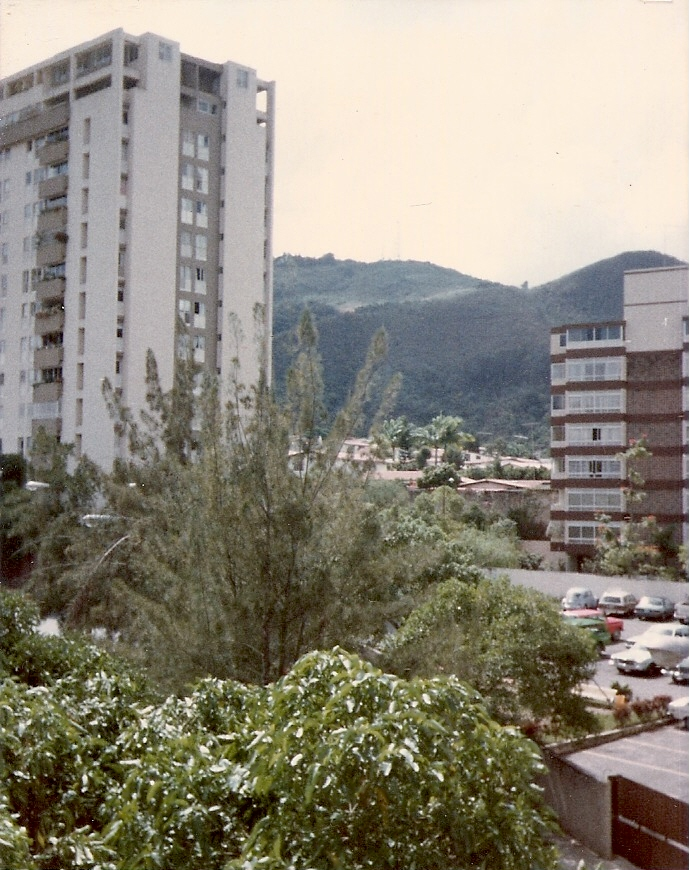
Sector este del Cerro El Volcán visto desde Los Pinos 1980
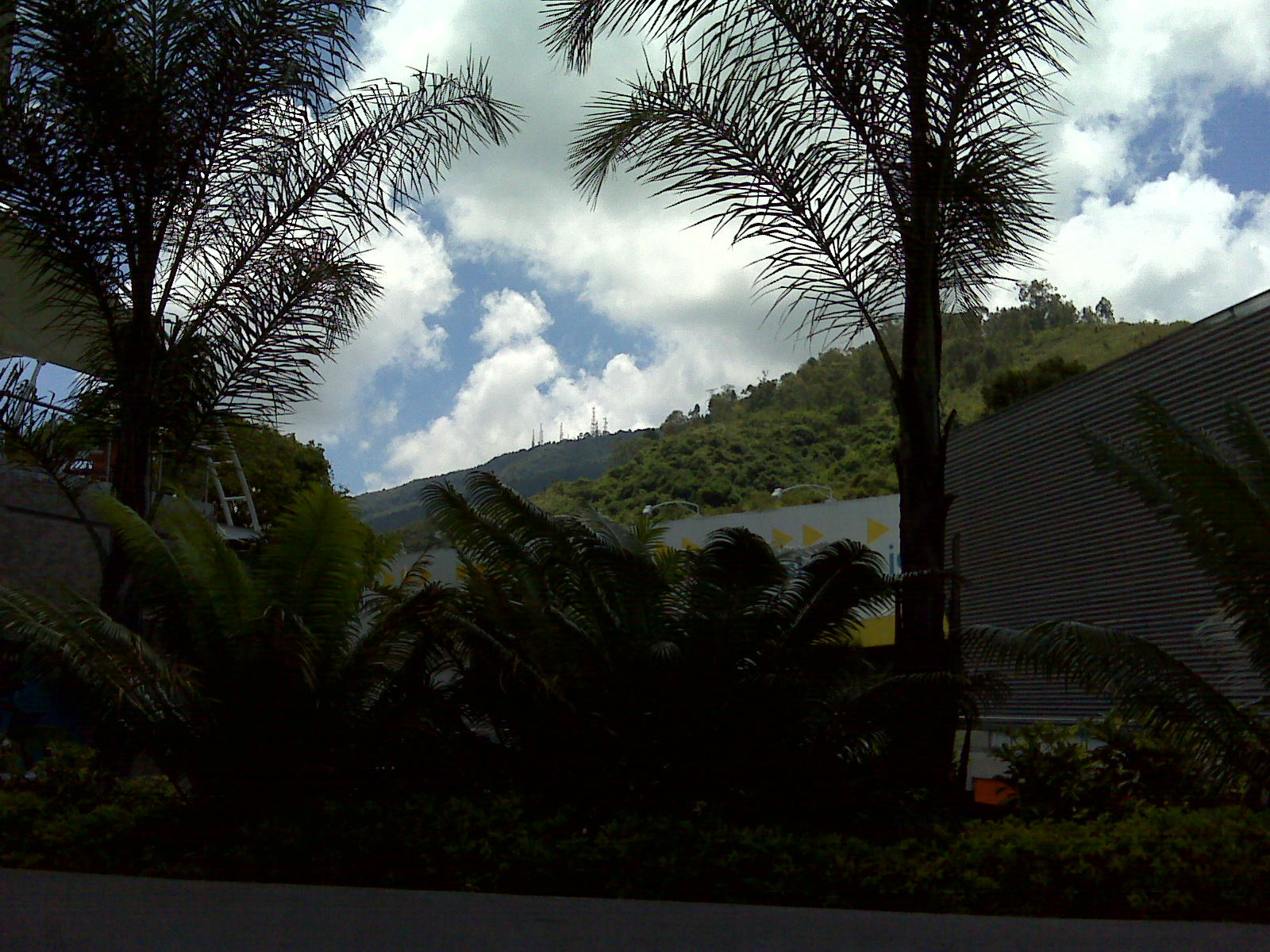
Cerro El Volcán visto desde EPA-Baruta
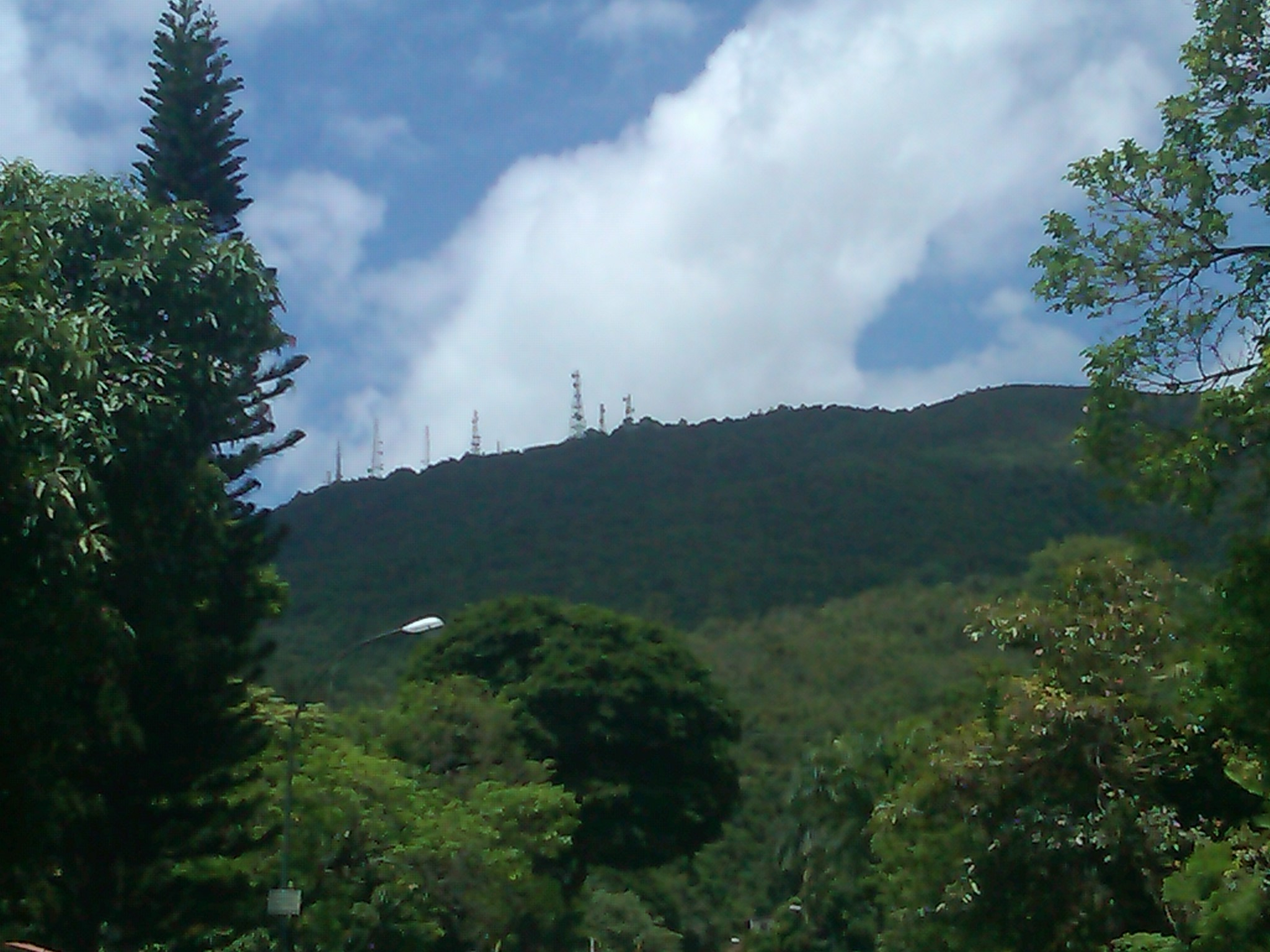
Sector OESTE del Cerro El Volcán visto desde La Trinidad
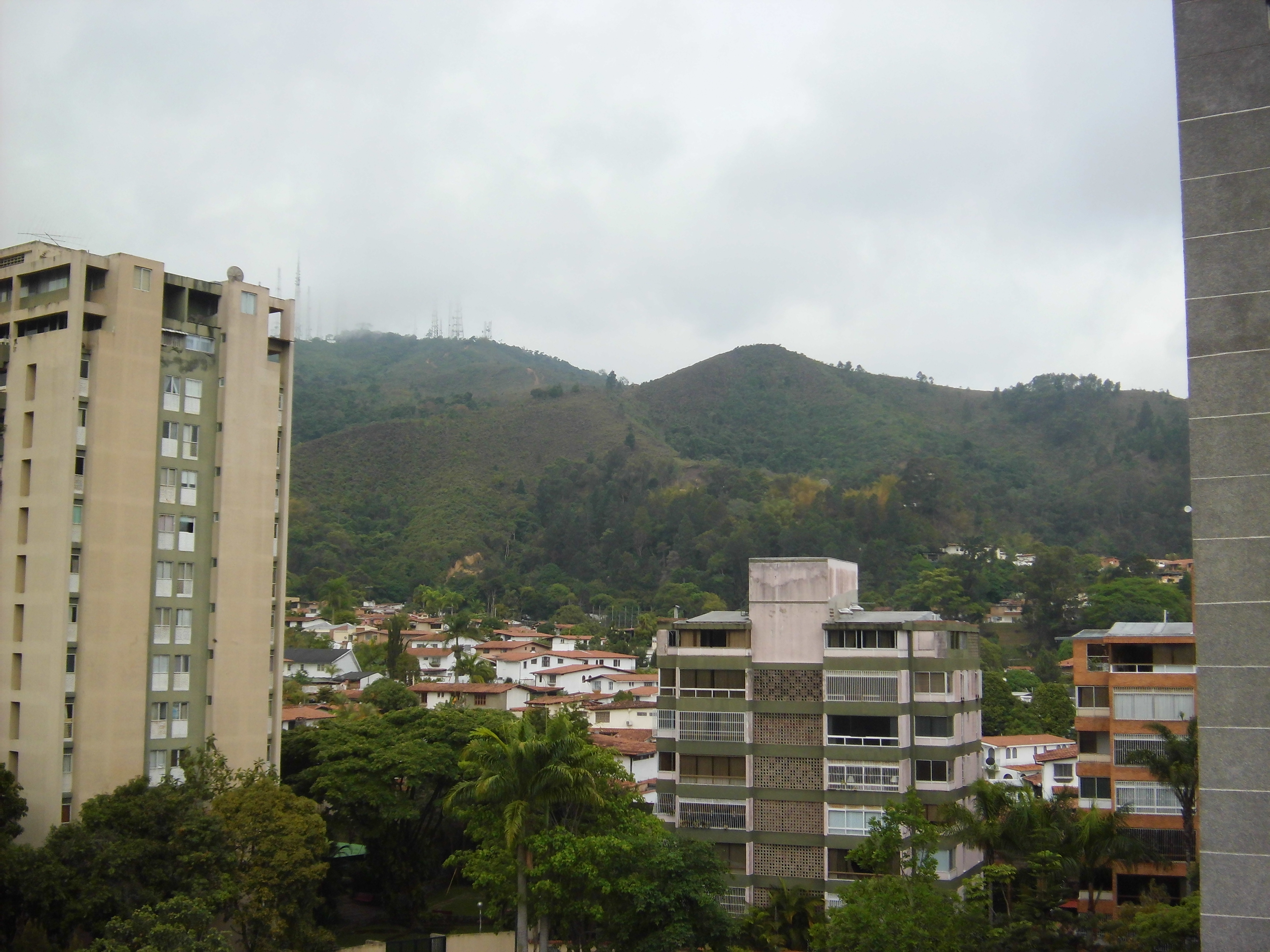
Cerro El Volcán y Urbanización La Boyera visto desde Los Pinos